# Lalage sueurii
El oruguero de Lesueur (Lalage sueurii) es una especie de ave paseriforme de la familia Campephagidae que vive en las islas de la Sonda. En el pasado se incluía dentro de esta especie al oruguero tricolor (L. tricolor) de Australia y Nueva Guinea pero actualmente se considera una especie aparte.

## Descripción
Es un pájaro bastante pequeño, con unos 17 cm de longitud. Su pico es gris con la punta negra y sus patas son netros. El macho tiene el plumaje de las partes superiores principalmente negro y el de las inferiores blanco. Tiene el obispillo gris, listas superciliares blancas y las alas manchadas de blanco y las plumas exteriores de la cola también blancas. Las hembras tienen un patrón de color similar pero sustituyendo el negro por tonos pardos en las partes superiores y tienen un fino listado negro en las partes inferiores.
El oruguero pío tiene un aspecto similar pero es ligeramente más pequeño y tiene sus listas superciliares blancas son más anchas y tiene más blanco en las alas. El macho del oruguero tricolor no tiene listas superciliares blancas.

## Distribución y hábitat
Se encuentra en Célebes, el este de Java y la totalidad de las islas menores de la Sonda, distribuido por Indonesia y Timor Oriental. 
Habita en bosques abiertos, sabanas y terrenos agrícolas. Se alimenta de insectos, que atrapa con frecuencia lanzándose rápidamente al suelo desde su posadero.